# Football Club Arzignano Valchiampo 2023-2024
Questa voce raccoglie le informazioni riguardanti l'FC Arzignano Valchiampo nelle competizioni ufficiali della stagione 2023-2024.

## Divise e sponsor
Lo sponsor tecnico per la stagione 2023-2024 è Jako. Gli sponsor di maglia sono i seguenti:
- Fratelli Sartori - Passione auto, il cui marchio appare al centro delle divise
- Sustainable leather Dani
- H3B
- Sorelle Ramonda, sul retro della divisa
- A&G - Assicurazioni & Investimenti

## Rosa
| N. |                    | Ruolo | Calciatore       |
| -- | ------------------ | ----- | ---------------- |
| 1  | Italia (bandiera)  | P     | Riccardo Pigozzo |
| 3  | Italia (bandiera)  | D     | Edoardo Bernardi |
| 4  | Italia (bandiera)  | C     | Riccardo Casini  |
| 6  | Albania (bandiera) | C     | Erald Lakti      |
| 7  | Italia (bandiera)  | A     | Youns El Hilali  |
| 8  | Italia (bandiera)  | C     | Lorenzo Bordo    |
| 9  | Italia (bandiera)  | A     | Simone Menabò    |
| 10 | Italia (bandiera)  | C     | Alberto Lunghi   |
| 11 | Italia (bandiera)  | D     | Andrea Gemignani |
| 12 | Italia (bandiera)  | P     | Elia Boseggia    |
| 13 | Italia (bandiera)  | D     | Fabio Cariolato  |
| 16 | Italia (bandiera)  | C     | Manuel Zanon     |
| 17 | Italia (bandiera)  | C     | Gianluca Barba   |

| N. |                   | Ruolo | Calciatore          |
| -- | ----------------- | ----- | ------------------- |
| 18 | Italia (bandiera) | D     | Luca Piana          |
| 19 | Italia (bandiera) | A     | Denis Cazzadori     |
| 20 | Italia (bandiera) | C     | Manuel Antoniazzi   |
| 21 | Italia (bandiera) | C     | Alberto Centis      |
| 22 | Italia (bandiera) | P     | Marco Raina         |
| 23 | Italia (bandiera) | D     | Federico Davi       |
| 28 | Italia (bandiera) | A     | Alessandro Faggioli |
| 30 | Italia (bandiera) | P     | Marco Raina         |
| 32 | Italia (bandiera) | D     | Elia Campesan       |
| 33 | Italia (bandiera) | D     | Andrea Boffelli     |
| 57 | Italia (bandiera) | D     | Alessio Milillo     |
| 72 | Italia (bandiera) | A     | Andrea Mattioli     |
| 97 | Italia (bandiera) | A     | Giacomo Parigi      |